# Championnats de Tunisie d'athlétisme 2001
Navigation
2000 2002
Les championnats de Tunisie d'athlétisme 2001 sont une compétition tunisienne d'athlétisme se disputant en 2001. Cette édition voit la réalisation par Hana Chaouch d'un très bon chronomètre africain au 3 000 m steeple, ainsi qu'une excellente performance de Hanen Dhouibi au heptathlon. Les doubles victoires enregistrées par cinq athlètes sont également à noter.
Au niveau des clubs, le Club sportif de la Garde nationale est premier chez les hommes (six titres), devant l'Athletic Club de Nabeul, l'Avenir sportif de La Marsa et la Zitouna Sports (trois titres), alors que cette dernière, avec six titres, devance le Club sportif de la Garde nationale et l'Athletic Club de Sousse (quatre titres) chez les dames.

## Palmarès
| Discipline             | Hommes                                  | Hommes          | Femmes                  | Femmes          |
| ---------------------- | --------------------------------------- | --------------- | ----------------------- | --------------- |
| 100 m                  | Chokri Anane                            | 10 s 82         | Awatef Hamrouni         | 12 s 2          |
| 200 m                  | Ahmed Torkhani                          | 22 s 8          | Awatef Ben Hassine      | 24 s 84         |
| 400 m                  | Ahmed Torkhani                          | 49 s 14         | Awatef Ben Hassine      | 54 s 51         |
| 800 m                  | Mohamed Habib Belhaj                    | 1 min 51 s 53   | Abir Nakhli             | 2 min 7 s 4     |
| 1 500 m                | Mohamed Ali Hakimi                      | 3 min 43 s 73   | Abir Nakhli             | 4 min 18 s 43   |
| 5 000 m                | Hédi Khalfallah                         | 14 min 6 s 48   | Soulef Bouguerra        | 16 min 49 s 47  |
| 10 000 m               | Ridha Amri                              | 30 min 11 s 5   | Soulef Bouguerra        | 35 min 7 s 22   |
| 100 m haies            |                                         |                 | Nabila Jami             | 15 s 90         |
| 110 m haies            | Hamdi Mhirsi                            | 14 s 48         |                         |                 |
| 400 m haies            | Kamel Tabbel                            | 51 s 45         | Aïda Belhaj Kacem       | 63 s 6          |
| 3 000 m steeple        | Lassâad Dhaoui                          | 8 min 57 s 63   | Hana Chaouch            | 10 min 16 s 32  |
| Relais 4 × 100 mètres  | Association sportive militaire de Tunis | ?               | Athletic Club de Sousse | ?               |
| Relais 4 × 400 mètres  | Club sportif de la Garde nationale      | 3 min 21 s      | Zitouna Sports          | 3 min 55 s 55   |
| Saut en longueur       | Anis Riahi                              | 7,31 m          | Awatef Hamrouni         | 5,83 m          |
| Triple saut            | Abdallah Mechraoui                      | 15,26 m         | Sihem Jelidi            | 12 m            |
| Saut en hauteur        | Ramzi Chebâan                           | 2 m             | Selma Achour            | 1,68 m          |
| Saut à la perche       | Béchir Zaghouani                        | 4,80 m          | Aïda Mohsni             | 3,70 m          |
| Lancer du poids        | Mohamed Meddeb                          | 16 m            | Amel Ben Khaled         | 15,60 m         |
| Lancer du disque       | Hatem Kbaïer                            | 47,71 m         | Monia Kari              | 54,38 m         |
| Lancer du marteau      | Saber Souid                             | 65 m            | Ines Boujenfa           | 46,70 m         |
| Lancer du javelot      | Mohamed Ali Ben Zina                    | 72,91 m         | Aïda Sallem             | 54,38 m         |
| Décathlon              | Slim Medrassi                           | 5 745 pts       |                         |                 |
| Heptathlon             |                                         |                 | Hanen Dhouibi           | 5 055 pts       |
| Semi-marathon          |                                         |                 |                         |                 |
| 20 km marche sur route | Karim Boudhiba                          | 1 h 39 min 36 s | Thouraya Hamrouni       | 1 h 44 min 34 s |

## Classement par équipes
- 1er : Club sportif de la Garde nationale (dix titres)
- 2e : Zitouna Sports (neuf titres)
- 3e : Athletic Club de Nabeul (six titres)
- 4e : Athletic Club de Sousse (cinq titres)